# Enrique Genovés Guillén
Enrique Genovés Guillén (Valencia, 16 de julio de 1916 – Madrid, 13 de marzo de 2004) fue un escritor, pedagogo y notable escultista español, conocido por ser el primer Jefe Scout Nacional de Scouts de España (1963-1972) durante el periodo de semiclandestinidad, tras la suspensión de actividades de los Exploradores de España en 1940.

## Guerra Civil
Durante la Guerra Civil Española, aparece citado en el Diario Oficial del Ministerio de Defensa Nacional como teniente de infantería en campaña, procedente de la Escuela Popular de Guerra, destinado al cuadro eventual del ejército del Este.  Fue Jefe de Estado Mayor, bajo el mando del mayor de milicias Esteban Serra Colobrans. Participó en el frente de Extremadura, llegando a Guadalmez el 15 de agosto de 1938 con la 127.ª Brigada Mixta. En la contraofensiva de la batalla del cierre de la bolsa de Mérida, actuó cruzando el río Zújar, ocupando el Vértice Manoquín y continuando hasta las inmediaciones de Castuera, donde permaneció hasta que las muchas bajas sufridas obligaron a su relevo.
Detenido y procesado al finalizar la guerra, fue incorporado a un batallón disciplinario de soldados trabajadores, para luego ser transferido a un regimiento de caballería hasta mayo de 1943, año en que fue licenciado. Tras la guerra civil trabajó en la compañía de construcción Huarte y Compañía, S.A..

## Exploradores de España

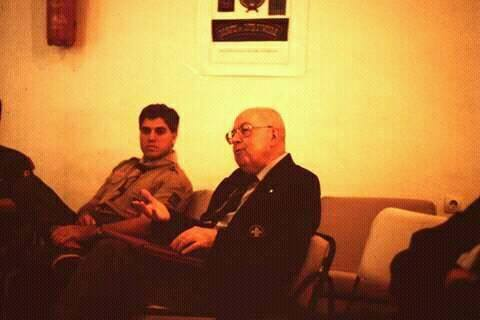
Enrique Genovés durante el I Encuentro Nacional de Coleccionistas Scouts celebrado en Madrid (1990)

Enrique Genovés inició su andadura escultista en la Tropa de Valencia de los Exploradores de España en 1932 a los quince años, hasta que se trasladó a Madrid en 1940. Fue uno de los fundadores del «Clan Lobo Gris» el 19 de junio de 1947, núcleo para la restructuración y vertebración del escultismo en España tras la guerra civil, siendo sub-guía del mismo.
Posteriormente fue miembro de la comisión nacional de reorganización del escultismo español en 1951, junto a Francisco Medina Ample, Víctor José Jiménez y Malo de Molina, los tres representando a Exploradores de España; Ramiro Matarranz Cedillo de Scouts Hispanos y Juan Molins Agustín de los «Boy-Scouts del País Valencià». En 1958 es elegido el primer comisario scout del distrito de Madrid.
En 1961 fue elegido uno de los miembros que representó a los Exploradores en el entonces recién creado comité de enlace del escultismo español, con el fin de unificar criterios entre las diversas facciones del escultismo en España con vistas a un futuro reconocimiento internacional, cuando llegase el momento.
El 3 de junio de 1962 fue elegido comisario general provisional de los Scouts de España, y en octubre de 1963 se le ratifica como Jefe Scout Nacional, cargo que ostentó hasta 1972 al ser nominado en sucesivas ocasiones. Renunció cuando consideró que era necesario un cambio generacional, siendo reemplazado por Santiago Matas Utrilla.
En 1961 participó en la XVIII Conferencia Scout Internacional de Lisboa (a partir de esta conferencia, en lo sucesivo pasaría a denominarse «mundial») en calidad de observador y posteriormente en la XX Conferencia Scout Mundial celebrada en México en 1965 como uno de los representantes del comité de enlace español.
En el ámbito scout, era conocido como «Viejo Lince». Recibió el «Lobo de Plata», máxima recompensa scout por servicios distinguidos en 1966. Estuvo ostentando diversas tareas y responsabilidades escultistas hasta 1980.
Fundador de la Asociación de Scouts y Guías Adultos de Madrid (1979).
Fue autor de diversas publicaciones sobre excursionismo y escultismo:
- Montañismo, Editorial Juventud, Barcelona (1950)
- Técnica y espíritu del camping, Ed. Hispano-Suiza, Barcelona (1958)
- Montañismo (ampliado), Ed. Juventud, Barcelona (1961)
- Cronología del Movimiento Scout, Imp. Tutor,  Madrid (1984)
- Las publicaciones sobre escultismo en España 1912-1940, Guilda (ed.), Madrid (1994)
- El Lobo de Plata. Notas sobre su historia y su cuadro de honor, Guilda (ed.), Madrid (1998)
- Recuerdos de juventud de un viejo explorador, Guilda (ed.), Madrid (2001)